# 8 Flora
8 Flora, asteroid glavnog pojasa. Otkrio ga je John Russell Hind, 18. listopada 1847. Nazvan je po rimskoj božici Flori.

## Vanjske poveznice
- Minor Planet Center

… |  7 Iris  | 8 Flora |  9 Metis | …